# Коханівка (Синельниківський район)
Кохані́вка — село в Україні, у Синельниківському районі Дніпропетровської області. Входить до складу Брагинівської сільської громади. Населення становить 476 осіб.

## Історія
7 (20) листопада 1917 року, відповідно до Третього Універсалу Української Центральної Ради, увійшло до складу Української Народної Республіки.
12 червня 2020 року, відповідно до розпорядження Кабінету Міністрів України № 709-р від «Про визначення адміністративних центрів та затвердження територій територіальних громад Дніпропетровської області», увійшло до складу Брагинівської сільської громади.
19 липня 2020 року, в результаті адміністративно-територіальної реформи та ліквідації  Петропавлівського району, село увійшло до складу новоутвореного Синельниківського району.

## Географія
Село Коханівка знаходиться на правому березі річки Самара, вище за течією на відстані 1 км розташоване село Хороше, нижче за течією на відстані 4,5 км розташоване село Зелений Гай. Річка в цьому місці звивиста, утворює лимани, стариці та заболочені озера. У селі зі східної околиці з річки Самара витікає річка Клячина.

## Історія
На мапах 19 сторіччя означена як Коханівка, або Вербівка.
За даними 1859 року Коханівка була панським селом. Тут було 2 православні церкви, завод, 75 подвірь, 574 мешканців
До 2020 року орган місцевого самоврядування — Хорошівська сільська рада.

## Населення

### Мова
Розподіл населення за рідною мовою за даними перепису 2001 року:

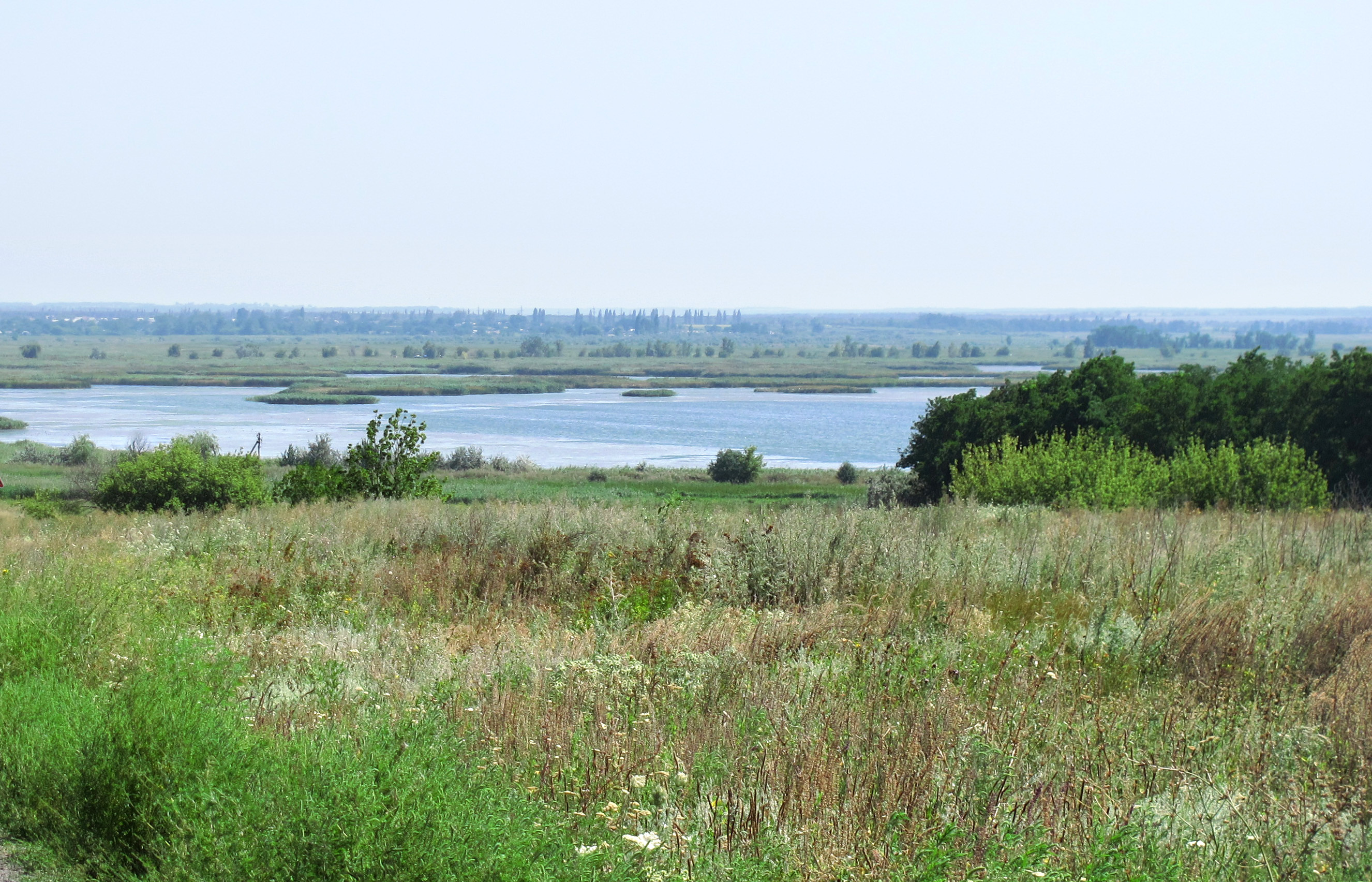
Ландшафтний заказник "Петропавлівські лимани"

| Мова            | Відсоток |
| --------------- | -------- |
| українська      | 95,2 %   |
| російська       | 4,4 %    |
| інші/не вказали | 0,4 %    |

## Пам'ятки
Поблизу села розташований ландшафтний заказник загальнодержавного значення Петропавлівські лимани.